# Ігуенья
Ігуенья (ісп. Igüeña) — муніципалітет в Іспанії, у складі автономної спільноти Кастилія-і-Леон, у провінції Леон. Населення — 1424 особи (2010).
Муніципалітет розташований на відстані близько 330 км на північний захід від Мадрида, 60 км на захід від Леона.
На території муніципалітету розташовані такі населені пункти: (дані про населення за 2010 рік)
- Альмагарінос: 81 особа
- Колінас-дель-Кампо-де-Мартін-Моро: 83 особи
- Еспіна-де-Тремор: 60 осіб
- Ігуенья: 224 особи
- Побладура-де-лас-Регерас: 224 особи
- Кінтана-де-Фусерос: 254 особи
- Родрігатос-де-лас-Регерас: 12 осіб
- Тремор-де-Арріба: 486 осіб
- Лос-Монтес-де-ла-Ерміта: 0 осіб
- Урдіалес-де-Колінас: 0 осіб

## Демографія
Динаміка населення (INE ):